# V484 Возничего
V484 Возничего (лат. V484 Aurigae) — одиночная переменная звезда в созвездии Возничего на расстоянии (вычисленном из значения параллакса) приблизительно 5862 световых лет (около 1797 парсеков) от Солнца. Видимая звёздная величина звезды — от +9,6m до +9,3m.

## Характеристики
V484 Возничего — красная углеродная пульсирующая медленная неправильная переменная звезда (LB:) спектрального класса C или M6. Эффективная температура — около 3297 K.